# Implicación de la CIA en el tráfico de drogas

Agencia Central de Inteligencia (Central Intelligence Agency)

Se ha acusado a la CIA (Agencia Central de Inteligencia) de Estados Unidos de estar involucrada en varias operaciones de tráfico de drogas. Algunos de estos informes afirman que la evidencia del Congreso que indica que la CIA trabajó con grupos que se sabía que estaban involucrados en el tráfico de drogas. Estos grupos proporcionaron información útil y de apoyo material, a cambio de permitir que sus actividades criminales continuaran, y de obstaculizar o impedir su arresto, acusación y encarcelamiento por las agencias policiales estadounidenses.

## Afganistán (Unión Soviética)
La CIA apoyó varios comandantes rebeldes afganos ―como el líder muyahidín Gulbudin Hekmatiar, que luchaba contra el Gobierno de Afganistán y contra las fuerzas de la Unión Soviética, que eran sus partidarios―.
El historiador Alfred W. McCoy declaró que:

En la mayoría de los casos, el papel de la CIA ha involucrado diversas formas de complicidad, la tolerancia o la ignorancia estudiada sobre el comercio, y no cualquier culpabilidad directa en el tráfico real... la CIA no manejaba la heroína, pero sí proporcionaba a sus narcotraficantes aliados con el transporte, los brazos y la protección política. En suma, el papel de la CIA en el tráfico de heroína del sudeste asiático se involucró en complicidad indirecta en lugar de «culpabilidad directa».

## Triángulo de Oro

### Operaciones de contrabando de opio de la CIA y del Kuomintang
Con el fin de proporcionar fondos encubiertos para el Kuomintang ―las fuerzas leales al general Chiang Kai-shek, que estaban luchando contra el líder comunista Mao Zedong―, la CIA ayudó a pasar de contrabando opio de China y Birmania a Bangkok (Tailandia), proporcionando aviones de la empresa Air America, uno de sus «negocios espejo».
El general del Kuomintang, Sun Li Ren se hizo cargo de estas fuerzas, que controlaban una región entre Birmania y Tailandia, pero fueron finalmente forzados a salir de la zona. La CIA después presionó a Sun Li Ren para que realizara un golpe de Estado en Taiwán contra Chiang Kai-shek, pero fue descubierto y puesto bajo arresto domiciliario por el hijo de Chiang, Chiang Ching-kuo.

## Estados Unidos

### Caso Irán-Contra
Publicado el 13 de abril de 1989, el Informe del Comité Kerry llegó a la conclusión de que los miembros del Departamento de Estado de los Estados Unidos de América «quienes habían prestado apoyo a los contras, estaban involucrados en el tráfico de drogas [...] y los propios elementos de los contras, recibieron con su consentimiento asistencia financiera y material de los traficantes de drogas».
En 1996 Gary Webb escribió una serie de artículos publicados en el San Jose Mercury News, como resultado de una investigación a los nicaragüenses ligados a los contras respaldados por la CIA que habían traficado con cocaína a los Estados Unidos, la cual se distribuyó como una epidemia de cocaína crack en los Ángeles y aumentó los ingresos de manera significativa de los contras. La CIA estaba al tanto de las transacciones de cocaína y los grandes cargamentos de drogas en los Estados Unidos por parte del personal de los contras y los traficantes de drogas directamente ayudando a recaudar fondos para los contras. A pesar de que implicaba fuertemente la participación de la CIA, Webb nunca afirmó haber hecho una relación directa entre la CIA y los contras. Por otra parte, los artículos de Webb fueron fuertemente atacados por muchos medios de comunicación que cuestionaron la validez de sus afirmaciones, a pesar de la inusual respuesta llevó a algunos a cuestionar si la CIA estuvo involucrada, Webb recopiló los artículos en un libro titulado, Dark Alliance: The CIA, the Contras, and the Crack Cocaine Explosion. El 10 de diciembre de 2004, según informes, Webb se suicidó, aunque bajo circunstancias extrañas (dos heridas de bala en la cabeza).
En 1996, el director de la CIA John M. Deutch fue a Los Ángeles para tratar de refutar las alegaciones planteadas por los artículos de Webb, y fue confrontado por el exoficial del Departamento de Policía de Los Ángeles Michael Ruppert, que declaró que había sido testigo de lo que había ocurrido.
La CIA ha sido acusada de blanqueo de dinero de los fondos Irán-Contra de la droga a través del Banco Internacional de Crédito y Comercio (BCCI, por sus siglas en inglés), el excomisionado de aduanas de Estados Unidos William von Raab dijo que cuando los agentes de aduanas asaltaron el banco en 1988, encontraron numerosas cuentas de la CIA
La CIA también trabajó con el BCCI en armar y financiar la mujahideen afgana durante la guerra soviética en Afganistán, utilizando el BCCI para el blanqueo de los ingresos de tráfico de heroína que se cultivaba en la zona fronteriza entre Pakistán y Afganistán, aumentando el flujo de narcóticos a los mercados europeos y de Estados Unidos.

### Mena (Arkansas)
Un número de denuncias se han escrito sobre y varias investigaciones locales, estatales y federales que han tenido lugar en relación con la noción del Mena Intermountain Municipal Airport como punto de recepción de la CIA en el tráfico de cocaína a gran escala a partir de la última parte de los años ochenta. El tema ha recibido algún tipo de cobertura de prensa que ha incluido acusaciones de conciencia, participación y/o la participación de encubrimiento de figuras tales como los presidentes Bill Clinton,
George Bush y
George W. Bush, así como el futuro gobernador de Florida Jeb Bush y el fiscal del condado de Saline Dan Harmon (quien en 1997 fue declarado culpable de numerosos crímenes incluyendo cargos de drogas y crimen organizado).
El aeropuerto de Mena también se asoció con Barry Seal, un narcotraficante estadounidense y piloto de la aeronave que realizó «vuelos secretos de cargamento» de la CIA y el Cartel de Medellín.
Un investigador de asuntos criminales de la policía del estado de Arkansas, Russell Welch, quien fue asignado para investigar el aeropuerto de Mena comentó que él abrió una carta que lanzó una carga electrostática de esporas de ántrax en su cara, y que había salvado su vida gracias a que un médico le diagnosticó inmediatamente la enfermedad. También afirmó que el consultorio de su médico sufrió actos de vandalismo, y los resultados de las pruebas médicas y la correspondencia con los Centros para el Control y la Prevención de Enfermedades (CDC) en Atlanta fueron robadas.
Una investigación realizada por el inspector general de la CIA concluyó que la CIA no tenía ninguna participación o conocimiento de actividades ilegales que puedan haber ocurrido en Mena. El informe dijo que la agencia había realizado un ejercicio de entrenamiento en el aeropuerto en asociación con otra agencia federal y que las empresas situadas en el aeropuerto de haber cumplido con los «servicios de rutina relacionadas con la aviación sobre el equipo de propiedad de la CIA».

### Los Ángeles (California)
El 15 de noviembre de 1996, el entonces director de la CIA John Deutch visitó la escuela Locke High School de Los Ángeles para una reunión en el ayuntamiento. En la reunión, Michael (Mike) Ruppert confrontó públicamente a Deutch, diciendo que en su experiencia como oficial de narcóticos de la policía había visto evidencia de complicidad de la CIA en el tráfico de drogas.
Ruppert se convirtió en un investigador y periodista y estableció From The Wilderness, una publicación de vigilancia que expuso la corrupción gubernamental, incluyendo su experiencia con actividades de tráfico de drogas de la CIA.

### San José (California)
Gary Stephen Webb (31 de agosto de 1955 - 10 de diciembre de 2004) fue un periodista de investigación estadounidense, conocido por su obra de 1996, Dark Alliance, una serie de artículos escritos para el diario San Jose Mercury News y más tarde publicado como libro. En la serie de tres partes, Webb investigó a los nicaragüenses ligados a los contras, respaldados por la CIA, que estaban involucrados en contrabando de cocaína hacia Estados Unidos. Su cocaína se distribuyó como crack en Los Ángeles, y las ganancias se canalizaron de nuevo hacia los contras. Webb también alegó que este flujo de cocaína suministrada por la CIA desató la generalizada epidemia de crack que se extendió por muchas ciudades de Estados Unidos durante los años ochenta. Según Webb, la CIA estaba al tanto de las transacciones de cocaína y los grandes cargamentos de drogas en los Estados Unidos por parte de los contras. Webb denunció que el gobierno de Reagan había blindado a los traficantes de drogas dentro de la ciudad judicial con el fin de recaudar fondos para los contras, sobre todo después de que el Congreso aprobó la enmienda Boland, que prohibía la financiación directa de los contras.
Los informes de Webb generaron una fuerte polémica, y el San Jose Mercury News se alejó de la historia y puso fin a la carrera de Webb como periodista de los principales medios. En 2004 fue encontrado muerto de dos heridas de bala en la cabeza, aunque según la oficina del forense había sido un doble suicidio. A pesar de que fue criticado y marginado de la comunidad periodística dominante, su reportaje fue finalmente reivindicado; desde su muerte, por ejemplo, tanto el diario Los Angeles Times y el Chicago Tribune han defendido su serie Dark Alliance. Esquire escribió que un informe del inspector general de la CIA «confirmó posteriormente las bases de los hallazgos de Webb». Geneva Overholser, que fungió como ombudsman para The Washington Post, escribió que los grandes medios de comunicación, incluyendo el Washington Post habían «mostrado más pasión para oler los defectos en la respuesta del Mercury News que para olfatear una respuesta mejor a sí mismos».
La obra "Dark Alliance" recibió la atención nacional. A la altura de los intereses, la versión en el sitio San José Mercury News recibió 1,3 millones de visitas al día. De acuerdo con el Columbia Journalism Review, la serie se convirtió en «la más comentada obra de periodismo en 1996 y posiblemente la más famosa».
Webb apoyó su historia con documentos obtenidos a través de la Freedom of Information Act, posteriormente, incluyendo una versión de 450 páginas de un informe de octubre de 1988 por Frederick Hitz, el inspector general de la CIA. Según Webb y sus partidarios, la evidencia demuestra que los funcionarios de la Casa Blanca, incluyendo a Oliver North, conocían y apoyaron el uso de dinero del tráfico de drogas para financiar a los contras, y se olvidaron de pasar toda la información a la Drug Enforcement Administration. El informe de 1988 por el Subcomité del Senado sobre Narcóticos, Terrorismo y Operaciones Internacionales del Comité de Relaciones Exteriores, encabezados por el senador John Kerry, comentó que había «serias dudas en cuanto a si o no funcionarios estadounidenses involucrados en Centroamérica no lograron abordar el tema de las drogas, por temor a poner en peligro el esfuerzo de guerra contra Nicaragua».

### South San Francisco (California)
Hedayat Eslaminia, un agente de la CIA asociada con el gobierno del Sha de Irán, que vivió en el exilio en el sur de San Francisco (California), después de la revolución iraní de 1979. Como recompensa por sus servicios en Irán, la CIA estableció a Eslaminia como un traficante de heroína en su condominio de South San Francisco. Las ganancias ilícitas de las drogas patrocinadas de la CIA llamaron la atención de Joe Hunt y Reza Eslaminia, su hijo, que eran miembros de la Billionaire Boys Club (BBC), que secuestró a un miembro de la familia Eslaminia a cambio de un rescate obtenido de la venta de drogas ilícitas. El familiar murió en el maletero del coche de los secuestradores y que más tarde fueron declarados culpables de asesinato. El juez del caso intentó evitar la asociación con drogas de la CIA - que trataba de salir de la sala del tribunal, pero la palabra se filtró de todas formas.

## México
Uno de los carteles mexicanos más antiguos, el cartel de Guadalajara, se vio beneficiado por la CIA para tener conexiones con el capo hondureño de drogas Juan Matta-Ballesteros, un agente de la CIA, quien era el jefe de SETCO, una compañía aérea utilizada para el contrabando de drogas en Estados Unidos. y también se utiliza para el transporte de suministros militares y el personal de los contras hondureños, utilizando fondos de las cuentas establecidas por Oliver North.
También se alega que la DFS, la principal agencia de inteligencia mexicana, que es en parte una creación de la CIA y más tarde se convirtió en el Centro Nacional de Inteligencia (CNI), tenía entre sus miembros más cercanos aliados del gobierno de la CIA en México, entregados a los narcotraficantes mexicanos de nivel superior, que habían sido etiquetados por agentes de la DEA con una virtual «licencia para traficar».
También se sabe que el Cártel de Guadalajara, la red de narcotráfico más poderosa de México a principios de 1980, prosperó en gran medida, entre otras razones, porque disfrutaba de la protección de la DFS, bajo su jefe Miguel Nazar Haro, un agente de la CIA.
Miguel Ángel Félix Gallardo, es conocido como el padrino del negocio de la droga de México y el primer capo de la droga de México, a condición de una cantidad significativa de fondos, armas y otro tipo de ayuda a los contras de Nicaragua. Su piloto, Werner Lotz señaló que una vez había Gallardo le entregó 150 000 dólares en efectivo a un grupo de contras, y Gallardo a menudo se jactaba de contrabando de armas a los mismos. Sus actividades eran conocidas por varias agencias federales de Estados Unidos, incluyendo la CIA y la DEA, pero se le concedió la inmunidad debido a sus «contribuciones caritativas a los contras».
Vicente Zambada Niebla, hijo de Ismael Zambada García uno de los jefes del narcotráfico en México, afirmó después de su detención a sus abogados que él y otros miembros del cártel de Sinaloa superiores habían recibido inmunidad por parte de agentes de los Estados Unidos y una licencia virtual para el contrabando de cocaína a través de la frontera con Estados Unidos, a cambio de la información de inteligencia sobre los cárteles rivales que participan en la guerra contra el narcotráfico en México.

## Panamá

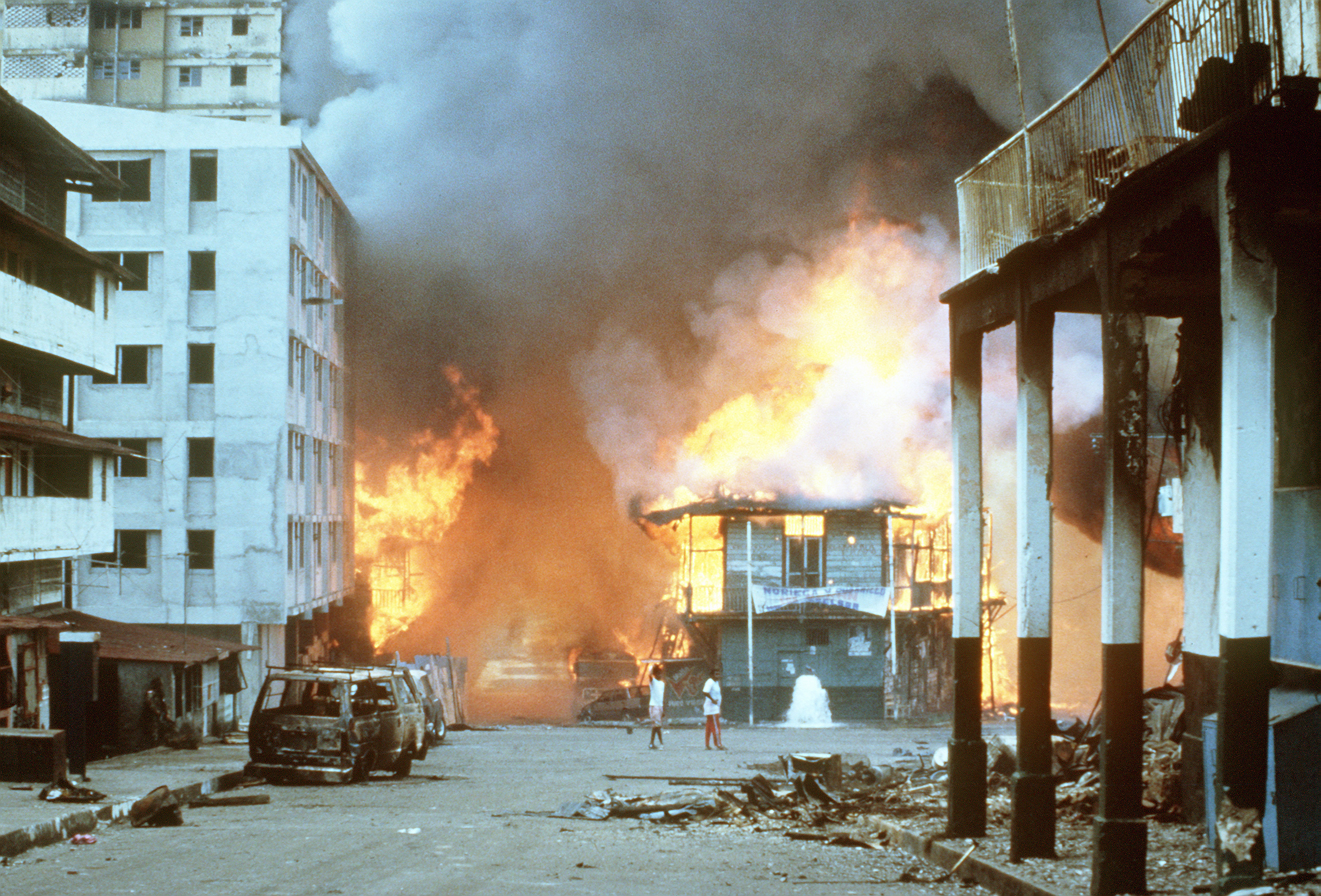
La invasión militar de Estados Unidos a Panamá en la que Manuel Noriega fue capturado.

En 1989, Estados Unidos invadió Panamá como parte de Operación Just Cause (Causa Justa), que involucró a 25 000 soldados estadounidenses. La expresión del inglés Just Cause es ambigua y puede ser traducida al español como «Causa Justa» o como una expresión coloquial que hace uso de una abreviación popular al transformar «just because» en «just cause» y traduciéndose como «Sólo porque sí»
El general Manuel Noriega, jefe de gobierno de Panamá, había estado dando ayuda militar a los contras de Nicaragua, a petición de los Estados Unidos, que, a cambio, le permitió continuar su tráfico de drogas - actividades con las que Noriega se venía enriqueciendo desde los años sesenta.
Cuando la DEA intentó condenar a Noriega en 1971, la CIA le impidió hacerlo.
La CIA, que fue posteriormente dirigida por el presidente George HW Bush, a condición de Noriega con cientos de miles de dólares por año como pago por su trabajo en América Latina.
Sin embargo, cuando el piloto de la CIA Eugene Hasenfus fue derribado en Nicaragua por los sandinistas, los documentos a bordo del avión revelaron muchas de las actividades de la CIA en América Latina. Las conexiones de la CIA con Noriega se convirtieron en "relaciones comprometidas" para el gobierno de los Estados Unidos, lo que finalmente permitió a la DEA procesarlo por tráfico de drogas, después de décadas de permitir que sus operaciones de narcotráfico continuaran sin supervisión.
La Operación Causa Justa, cuyo propósito aparente era capturar a Noriega, empujó al exlíder panameño en el Nuncio Apostólico, donde se entregó a las autoridades estadounidenses. El juicio tuvo lugar en Miami, donde fue condenado a 45 años de prisión.
La pena de Noriega se redujo de 30 años a 17 años por «buena conducta».
Después de estar 17 años en prisión, la pena terminó el 9 de septiembre de 2007.
Estuvo recluido bajo custodia de los Estados Unidos antes de ser extraditado a la custodia francesa, donde fue condenado a 7 años por lavado de dinero de los cárteles de la droga colombianos.

## Venezuela
La CIA, a pesar de las objeciones de la DEA (Administración de Control de Drogas), permitió que al menos una tonelada de cocaína casi pura fuera enviada al Aeropuerto Internacional de Miami. La CIA afirmó haber hecho esto como una maniobra encubierta para reunir información sobre los cárteles colombianos de la droga, pero la cocaína acabó siendo vendida en la calle.
En noviembre de 1993, el exjefe de la DEA, Robert C. Bonner apareció en el programa estadounidense de noticias 60 Minutes y criticó a la CIA por permitir que varias toneladas de cocaína pura se introdujeran de contrabando en los Estados Unidos a través de Venezuela sin notificar y asegurar la aprobación de la DEA.
En noviembre de 1996, un juez de Miami acusó al exjefe de antinarcóticos de Venezuela y activo de la CIA, el general Ramón Guillén Dávila, quien estaba contrabandeando muchas toneladas de cocaína a Estados Unidos desde un almacén venezolano propiedad de la CIA. En su defensa en el juicio, Guillén afirmó que todas sus operaciones de contrabando de drogas fueron aprobadas por la CIA.

## Lectura adicional
- Scott, Peter Dale; Marshall, Jonathan (1998). Cocaine Politics: Drugs, Armies, and the CIA in Central America. University of California Press. ISBN 0-520-21449-8.
- Scott, Peter Dale (2003). «11, "Opium, the China Lobby, and the CIA"». Drugs, oil, and war: the United States in Afghanistan, Colombia, and Indochina. Rowman & Littlefield. ISBN 978-0-7425-2522-1.
- Kruger, Henrik. (1980). The Great Heroin Coup: Drugs, Intelligence, and International Fascism. South End Press. ISBN 0-89608-031-5.
- Kwitny, Jonathan (1988). The Crimes of Patriots: A True Tale of Dope, Dirty Money, and the CIA. Touchstone Books. ISBN 978-0-671-66637-8.
- Levine, Michael (1993). The Big White Lie: The Deep Cover Operation That Exposed the CIA Sabotage of the Drug War.. Thunder's Mouth Pr. ISBN 978-1-56025-084-5.
- McCoy, Alfred W. (2003). The Politics of Heroin: CIA Complicity in the Global Drug Trade, Afghanistan, Southeast Asia, Central America, Columbia. Lawrence Hill & Co. ISBN 1-55652-483-8.
- Webb, Gary (1999). Dark Alliance: CIA, the Contras and the Crack Cocaine Explosion. Seven Stories Press,U.S. ISBN 1-888363-93-2.

### Informes de la CIA y del Departamento de Justicia
- Overview of CIA/IG Investigation (January 29, 1998) Archivado el 12 de junio de 2007 en Wayback Machine. — A short summary of The Inspector General's Report of Investigation regarding allegations of connections between CIA and the Contras in cocaine trafficking to the United States.

1. Report of Investigation--Volume I: The California Story (January 29, 1998) Archivado el 12 de junio de 2007 en Wayback Machine. —The Inspector General's Report of Investigation regarding allegations of connections between CIA and the Contras in cocaine trafficking to the United States. Volume I: The California Story.
2. Report of Investigation -- Volume II: The Contra Story (October 8, 1998) Archivado el 2 de mayo de 2014 en Wayback Machine. — The Inspector General's Report of Investigation regarding allegations of connections between CIA and the Contras in cocaine trafficking to the United States. Volume II: The Contra Story.

- USDOJ/OIG Special Report. THE CIA-CONTRA-CRACK COCAINE CONTROVERSY: A REVIEW OF THE JUSTICE DEPARTMENT’S INVESTIGATIONS AND PROSECUTIONS (December, 1997).